# ボディガード (1968年の映画)
『ボディガード』（A Lovely Way to Die）は1968年のアメリカ合衆国の映画。
デビッド・ローウェル・リッチ監督の作品で、出演はカーク・ダグラスなど。

## キャスト
| 役名           | 俳優                 | 日本語吹替                                                       |
| 役名           | 俳優                 | NETテレビ版                                                      |
| -------------- | -------------------- | ---------------------------------------------------------------- |
| スカイラー     | カーク・ダグラス     | 宮部昭夫                                                         |
| レナ           | シルヴァ・コシナ     | 武藤礼子                                                         |
| フレデリックス | イーライ・ウォラック | 穂積隆信                                                         |
| フレミング     | ケネス・ヘルグ       | 田中信夫                                                         |
| フィンチレイ   | マーティン・グリーン | 大木民夫                                                         |
| レイトン       | ダナ・エルカー       | 勝田久                                                           |
| 不明 その他    |                      | 富田耕生 麻生美代子 中村紀子子 雨森雅司 此島愛子 渡部猛 上田敏也 |
|                |                      |                                                                  |
| 演出           | 演出                 | 山田悦司                                                         |
| 翻訳           | 翻訳                 | 進藤光太                                                         |
| 効果           |                      |                                                                  |
| 調整           |                      |                                                                  |
| 制作           | 制作                 | グロービジョン                                                   |
| 解説           | 解説                 | 淀川長治                                                         |
| 初回放送       | 初回放送             | 1971年11月28日 『日曜洋画劇場』                                  |

## スタッフ
- 監督：デビッド・ローウェル・リッチ
- 脚本：A・J・ラッセル
- 製作：リチャード・ルイス
- 撮影：モーリス・ハーツバンド
- 音楽：ケニヨン・ホプキンス
- 編集：シドニー・カッツ、ジーン・パーマー